# 普拉夫亞 (利維夫州)
48°53′19″N 23°20′24″E / 48.88861°N 23.34000°E

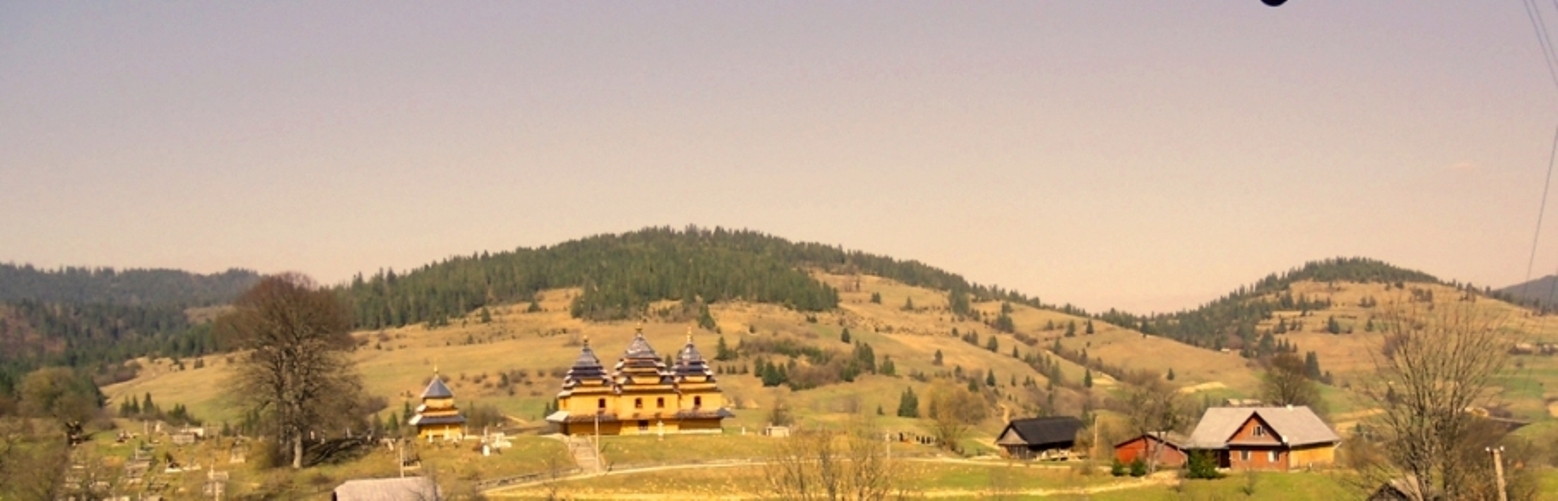

普拉夫亚（烏克蘭語：Плав'я），是烏克蘭的村落，位於該國西部利沃夫州，由斯特雷區科焦瓦市鎮負責管轄，始建於1523年，面積4.47平方公里，海拔高度650米，2001年人口1,372，人口密度每平方公里306.94人。